# ネクストスター西日本
ネクストスター西日本（ネクストスター・にしにほん）は、兵庫県競馬組合・高知県競馬組合・佐賀県競馬組合の3主催者持ち回りで施行される地方競馬の重賞競走である。

## 概要
2023年から2024年にかけての「全日本的なダート競走の体系整備」で、兵庫チャンピオンシップを頂点とする2歳から3歳ダート短距離路線が整えられ、同路線において2歳秋および3歳に「ネクストスター」を冠する高額賞金のJRA重賞級認定競走が各地に新設された。本競走「ネクストスター西日本」は、ネクストスター競走のうち兵庫チャンピオンシップのトライアルとして3歳春（第1回は2024年春）に地域毎（ほかに北日本、東日本、中日本）に施行される競走の一つであり、兵庫・高知・佐賀所属馬によって行われる。なお、これら4競走は創設時に「3歳スプリントシリーズ」の構成競走となった。
第1回は園田競馬場のダート1400mで施行され、負担重量は定量である（第2回は佐賀競馬場、第3回は高知競馬場で距離はそれぞれ1400mで施行）。

### 条件・賞金等（2025年）
施行場・距離
佐賀競馬場ダート1400m
出走条件
サラブレッド系3歳、兵庫、高知、佐賀所属。
- 申込時に現所属場で1走以上。
- 中央所属として出走歴のある馬は出走不可。
- 他場同一競走の勝馬は出走出来不可。

負担重量
56kg、牝馬54kg。
賞金額
1着1200万円、2着420万円、3着240万円、4着180万円、5着120万円、着外20万円。
副賞
地方競馬全国協会理事長賞、日本地方競馬馬主振興協会会長賞、佐賀県馬主会会長賞、佐賀県知事賞、佐賀県競馬組合管理者賞。
優先出走権付与
優勝馬に兵庫チャンピオンシップの優先出走権が付与される。

## 歴史

### 歴代優勝馬
距離は全て1400mで施行。
| 回数  | 施行日        | 競馬場 | 優勝馬       | 性齢 | 所属 | タイム | 勝利騎手 | 管理調教師 | 馬主   |
| ----- | ------------- | ------ | ------------ | ---- | ---- | ------ | -------- | ---------- | ------ |
| 第1回 | 2024年3月28日 | 園田   | リケアサブル | 牡3  | 高知 | 1:30.7 | 小牧太   | 田中守     | 稲場澄 |
| 第2回 | 2025年3月23日 | 佐賀   | ジュゲムーン | 牡3  | 高知 | 1:27.3 | 赤岡修次 | 田中守     | 西森鶴 |

#### 各回競走結果の出典
- JBISサーチ
  - 2024年、2025年